# Plos
Plos (ros. Плёс) – miasto w Rosji w obwodzie iwanowskim. Jest jednym z głównych centrów turystycznych regionu, położone na prawobrzeżnym brzegu Wołgi, u ujścia rzeki Szochonki. W odległości 18 km od Priwołżska, i 71 km od Kostromy. Najwyższy punkt miasta wznosi się na 54 m nad poziomem Wołgi.
Ludność Plosa liczy 1796 osób (2017). W Plosie nie ma zakładów przemysłowych.

## Etymologia
Rosyjski słownik etymologiczny A.G. Prieobrażeńskiego sugeruje, iż prawdopodobnie znaczenie nazwy miasta Plos to „miejsce, gdzie pluska” (ros. место, где плескает), jest to związane z plosem, w którym zawsze nieduża fala spieszy do brzegu.
Słownik toponimiczny W.A Nikonowa podaje inną etymologię: starosłowiańskie plos (ros. плёс), od jezioro, w związku z czym później utrwaliło się drugie znacznie odcinek rzeki od zakrętu do zakrętu.

## Historia
Po raz pierwszy wzmianka o Plosie pojawia się w Latopisie Nowogrodzkim w roku 1141, jako miejsce, w którym zatrzymany został Jakun Mirosławicz (ros. Якун Мирославич) – rosyjski posadnik (tzn. urzędnik administracyjny w średniowiecznej Rusi X-XV w., naznaczony przez księcia do sprawowania władzy w mieście), który uciekł przed gniewem nowogródczan do Suzdalu, do księcia Jerzego Dołgorukiego. Dokładna data założenia Twierdzy Ploskiej nie jest jednak znana. Została ona zniszczona w lutym 1238 roku, podczas najazdu Batu-chana. Jednakże nawet po zniszczeniu twierdzy miasto dalej funkcjonowało. W 1410 roku, kiedy książę moskiewski Wasyl I, syn Dymitra Dońskiego, był w Kostromie, uciekając przed tatarskim chanem, kazał zbudować wzmacnianą zaporę. Wołga w tym miejscu nie skręca, co pozwało na dostrzeżenie wroga już z dużej odległości, stąd, jak niektórzy uważają, pochodzi nazwa miasta. (patrz: ploso).
Od 1796 roku miasto straciło na znaczeniu. W Plosie znajdowały się fabryki lnu, dwie słodownie, dwa browary, dziesięć kuźni, państwowy magazyn soli i sukiennice. Stąd dostarczano ryby na stół cara. W 1812 roku miasto stało się jednym z miejsc formowania się oddziałów kostromskiej milicji. Intensywny rozwój przemysłu w obwodzie iwanowskim w 1871 roku przyczynił się do budowy linii kolejowej łączącej Iwanow z Kineszmą. Do tego momentu Plos był głównym portem na rzece Wołdze, obsługującym handel wyrobów włókienniczych z całego regionu.
Od tej pory Plos traci na znaczeniu jako szlak handlowy i stopniowo przekształca się w małe prowincjonale miasteczko – tradycyjne miejsce wypoczynku i rekreacji. Istnieją legendy, mówiące o tym, iż kupcy ploscy usiłowali powstrzymać budowę kolei, która ich zdaniem przyczyniła się do ich bankructwa.

## Nauka i oświata
W mieście działają: placówka przedszkolna Tęcza (ros. Радуга), liceum ogólnokształcące, szkoła muzyczno-plastyczna dla dzieci, oddział szkoły sportowej dla dzieci i młodzieży (narciarstwo), wyższa szkoła biznesu i turystyki.

## Rosyjski Kościół Prawosławny
W Plosie zachowało się kilka cerkwi:
- Cerkiew pw. Zmartwychwstania Pańskiego (ros. церковь Воскресения Христова) (1817);
- Drewniana cerkiew pw. Zmartwychwstania Pańskiego (ros. деревянная Воскресенская церковь) (1699);
- Cerkiew pw. Świętej Trójcy (ros. Троицкая церковь) (1808);
- Cerkiew pw. Wprowadzenia do Świątyni Przenajświętszej Bogurodzicy (ros. Введенская церковь) (1828);
- Sobór Zaśnięcia Matki Bożej (ros. Собор Успения) (1698);
- Cerkiew św. Barbary (ros. церковь Святой Варвары) (1821);
- Cerkiew Przemienienia Pańskiego (ros. Преображенская церковь);
- Cerkiew św. Michała Archanioła Archistrstega (ros. деревянная церковь Архистратига Михаила) (1825)

Najwyższa dzwonnica (cerkiew św. Barbary) ma 35 m, wysokość dzwonnicy cerkwi pw. Zmartwychwstania Pańskiego – 32,5 m, dzwonnica cerkwi pw. Świętej Trójcy – 32 m, dzwonnica Soboru Zaśnięcia Matki Bożej – 25 m. Kąt nachylenia dzwonnicy Kościoła św. Barbary wynosi 10°.

## Zabytki
Od 2010 roku miasto znajduje się na liście historycznych osad o znaczeniu federalnym.
Muzea i sale wystawowe
W 1982 roku w Plosie powstał Państwowy Historyczno-Architektoniczny Rezerwat i Muzeum, który obecnie obejmuje trzy ekspozycje:
- Muzeum Isaaka Iljicza Lewitana (ros. Дом-музей Исаака Ильича Левитана);
- Muzeum Rosyjskich Pejzażystów (ros. Музей пейзажа);
- Muzeum „Rzemiosło artystyczne obwodu iwanowskiego” (ros. „Художественные промыслы Ивановского края”)
- Kompleks Muzealno-Wystawienniczy „Kancelarie” (ros. Музейно-выставочный комплекс „Присутственные места”)

W mieście znajdują się również prywatne muzea: Muzeum Rodziny Staroruskiej (ros. Музей древнерусской семьи), Muzeum Początków Rybołówstwa (ros. Музей первобытного рыболовства), Muzeum Dom A.I. Timofiejewa (ros. Дом-музей А. И. Тимофеева). Prace współczesnych artystów można podziwiać w sali wystawowej „Towarzystwa Artystów Ploskich” (ros. Сообщества плёсских художников). W mieście znajduje się również galeria L.G. Nikołajewa oraz atelier W.A Panczenki.
Zabytki i pomniki
- z okazji 600. rocznicy miasta Plos 5 czerwca 2010 roku odbyła się uroczysta ceremonia odsłonięcia odrestaurowanego pomnika Isaaka Lewitana,
- pomnik księcia Wasyla I, założyciela drugiej twierdzy w Plosie,
- rzeźba „Kotka”, której pierwowzorem była kotka malarza Witalija Panczenki. Kotka wabiła się Mucha. Zginęła tragicznie, broniąc swoje kocięta przed psami,
- rzeźba „Letniczka” (ros. Дачница). Przypuszcza się, że jej pierwowzorem była arystokratka Sofia Kuwszynnikowa, towarzyszka życia Lewitana.

Ciekawą atrakcją w Plosie jest „drzewo miłości” (ros. дерево любви), czyli dwie sosny ze zrośniętą gałęzią.

## Kultura (festiwale, filmy, które kręcono w Plosie)
Festiwale
- Od 2006 roku w Plosie cyklicznie latem odbywa się rosyjski festiwal mody „Plos nad Wołgą. Lniana Paleta”. (ros. Плёс на Волге. Льняная палитра)
- Od 2007 roku w mieście odbywa się coroczny Międzynarodowy Festiwal Filmowy „Zierkało” im. Andrieja Tarkowskiego.
- Od 2008 roku w Plosie odbywa się Lewitanowski Festiwal Muzyczny.
- Od 2015 roku w Plosie odbywa się Festiwal Wakacyjny im. Fiodora Szalapina. Funkcję dyrektora artystycznego festiwalu pełni Honorowy Artysta Republiki Baszkortostanu – Askar Abdrazakow.
- Od 2017 roku w mieście odbywa się Ploski Festiwal Filmów Animowanych.

Filmy, które kręcono w Plosie
W mieście znajduje się Dom Sztuki Związku Działaczy Teatralnych Federacji Rosyjskiej (ros. Дом творчества Союза театральных деятелей России). Kręcono w nim większą część scen do filmu „Prawie zabawna historia” (ros. Почти смешная история). W kadrze znalazło się wiele miejsc charakterystycznych dla Plosa.
- 1938 – „Minin i Pożarski” (ros. Минин и Пожарский) reż. Wsiewołod Pudowkin
- 1959 – „Dziewicza wiosna” (ros. Девичья весна) reż. W. Dorman, G. Ogansjan
- 1966 – „Płyną po Rosji rzeki” (ros. Текут по России реки) (film dokumentalny)
- 1972 – „Wielki głód” (ros. Великие голодранцы) reż. L. Mirskij
- 1976 „Dwóch kapitanów” (ros. Два капитана) reż. E. Koriełow
- 1977 „Prawie zabawna historia” (ros. Почти смешная история) reż. P. Fomienko
- 1984 „Gorzki romans” (ros. Жестокий романс) reż. Eldar Riazanow
- 1993 „Prowincjoalny benefis” (ros. Провинциальный бенефис) reż. A. Bielinskij
- 1999 „Chiński serwis” (ros. Китайскій сервизъ) reż. W. Moskalenko
- 2006 „Złote cielę” (ros. Золотой телёнок) reż. U. Szyłkiny

## Administracja
1 października 2015 roku Timierbułat Karimow (ros. Тимербулат Каримов) został jednogłośnie wybrany na przewodniczącego Rady Miejskiej Plosa. Po wyborach Karimow założył organizację non-profit „Towarzystwo rozwoju Plosa” (ros. „Корпорация развития Плёса”), która będzie inwestować w rozwój miasta. Pierwszym projektem organizacji było stworzenie nowego głównego planu miasta, mającego na celu rozwiązanie problemów transportowych Plosa.

## Ludzie związani z Plosem
Bywali tutaj artyści tacy jak: Ilja Riepin, Fiodor Wasiljew, Aleksiej Sawrasow, Boris Prorokow, Nikołaj Żukow, Manuil Aladżalow, Siergiej Winogradow, Aleksiej Korin. 
Najbardziej związany z Plosem był Isaak Lewitan, pejzażysta, który namalował tutaj wiele ze swoich najbardziej znanych obrazów.
W 1910 roku po raz pierwszy przybył do Plosa Fiodor Szalapin. W 1912 roku wykupił pobliskie wrzosowisko, a następnie wybudował na nim daczę (która w 1918 roku została znacjonalizowana).
W Plosie urodził się również poeta i pisarz Nikołaj Smirnow, autor powieści „Złoty Plos” (ros. Золотой Плёс), redaktor literacki pisma „Nowoje Vriemia” (ros. Новое время).
Lew Borisow – sowiecki i rosyjski aktor, Ludowy Artysta Federacji Rosyjskiej.
A.I. Timofiejew ur. 1941 r. – sowiecki i rosyjski malarz, Zasłużony Artysta Federacji Rosyjskiej, mieszkający w Plosie od 2006 roku, otworzył muzeum swoich prac we własnym domu.
Lew G. Nikołajew ur. 1958 r. – sowiecki i rosyjski malarz, zamieszkały w Plosie od 1989 roku, stworzył galerię sztuki, w której prezentuje swoje dzieła. http://www.nikolaevgallery.com/
Witalij A. Panczenko ur. 1961 r. – sowiecki i rosyjski malarz, zamieszkały w Plosie jest od 1985 roku. Stworzył pracownię artystyczną własnych prac.

## Galeria

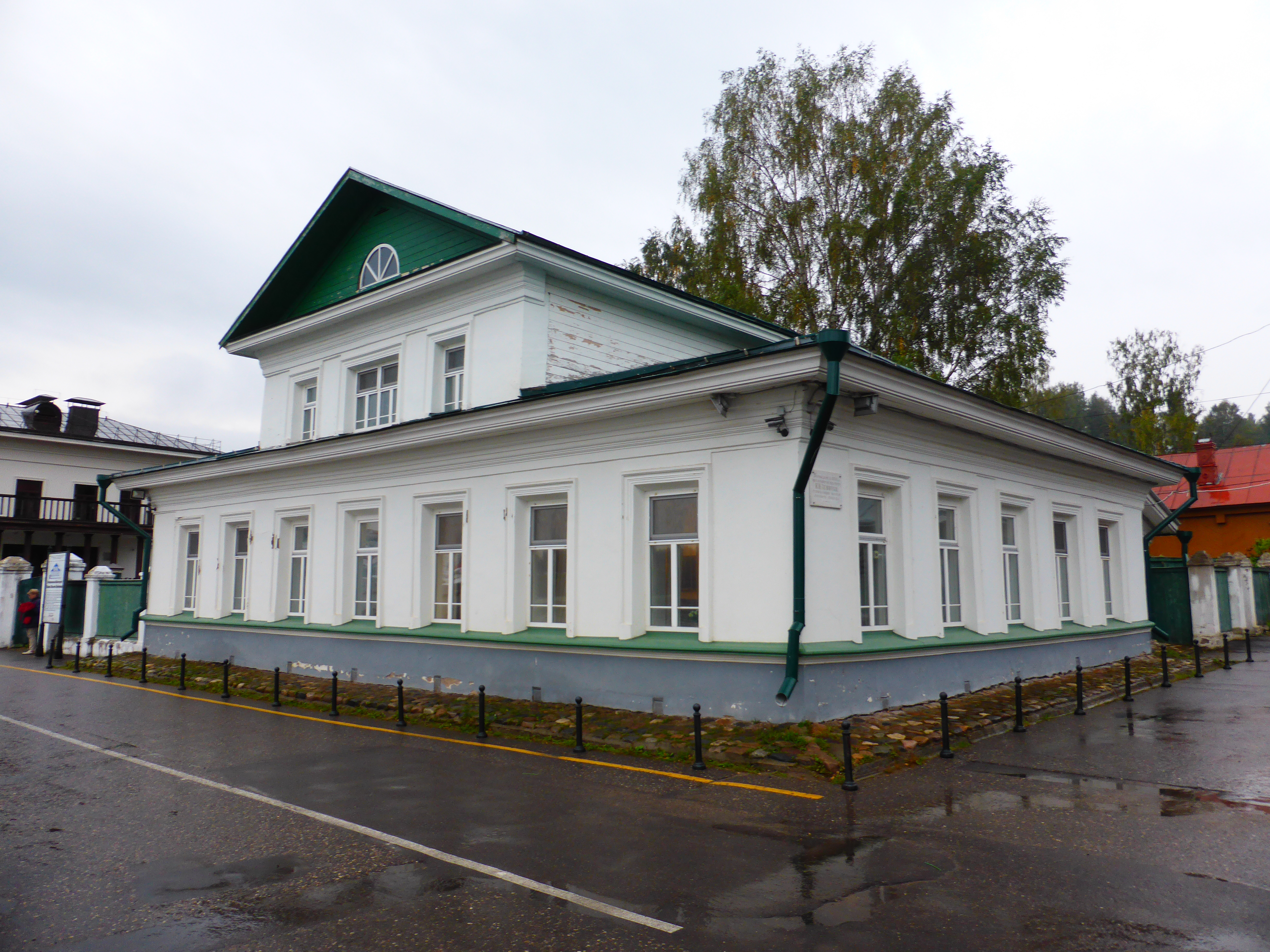
Dom Lewitana
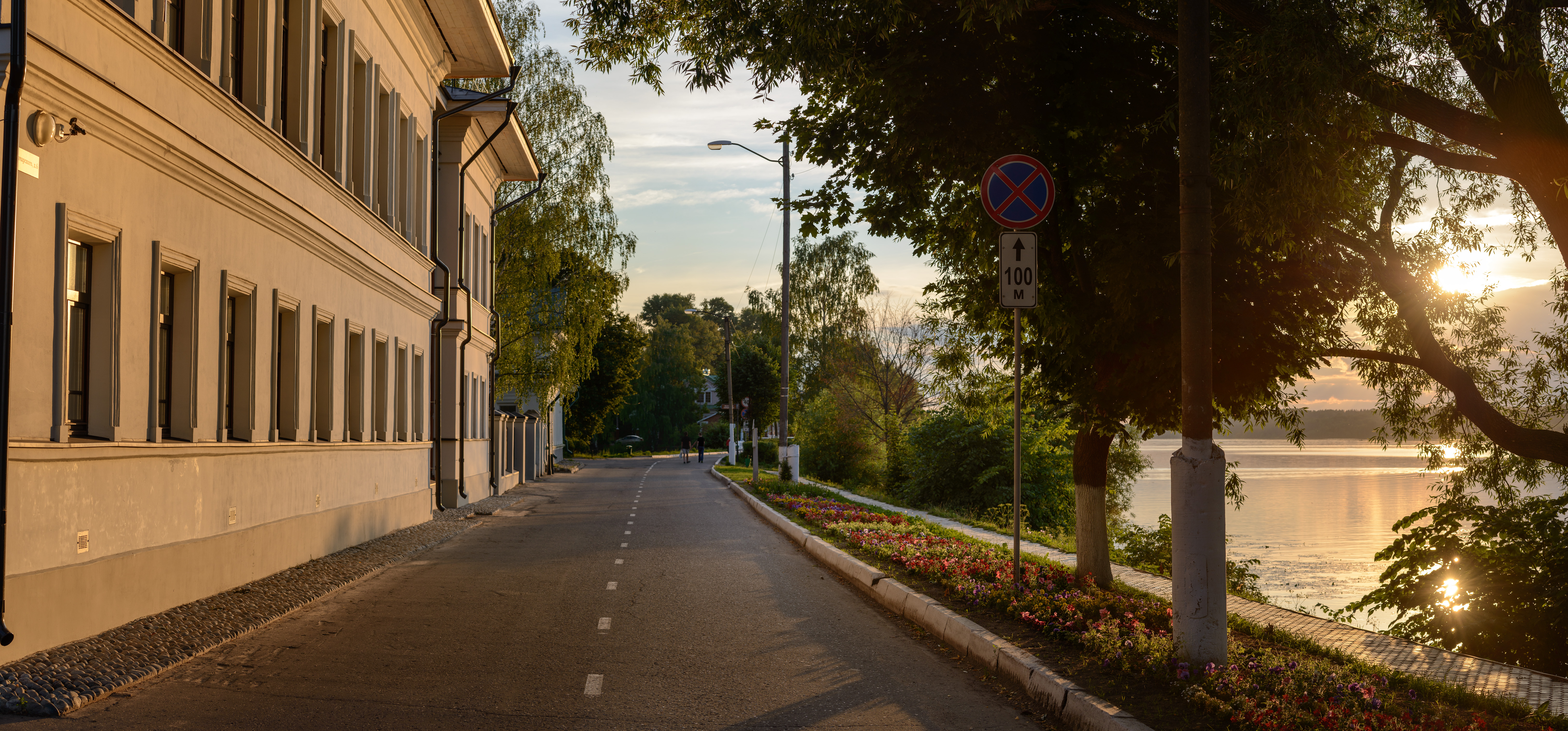
Ulica Łunaczarskiego
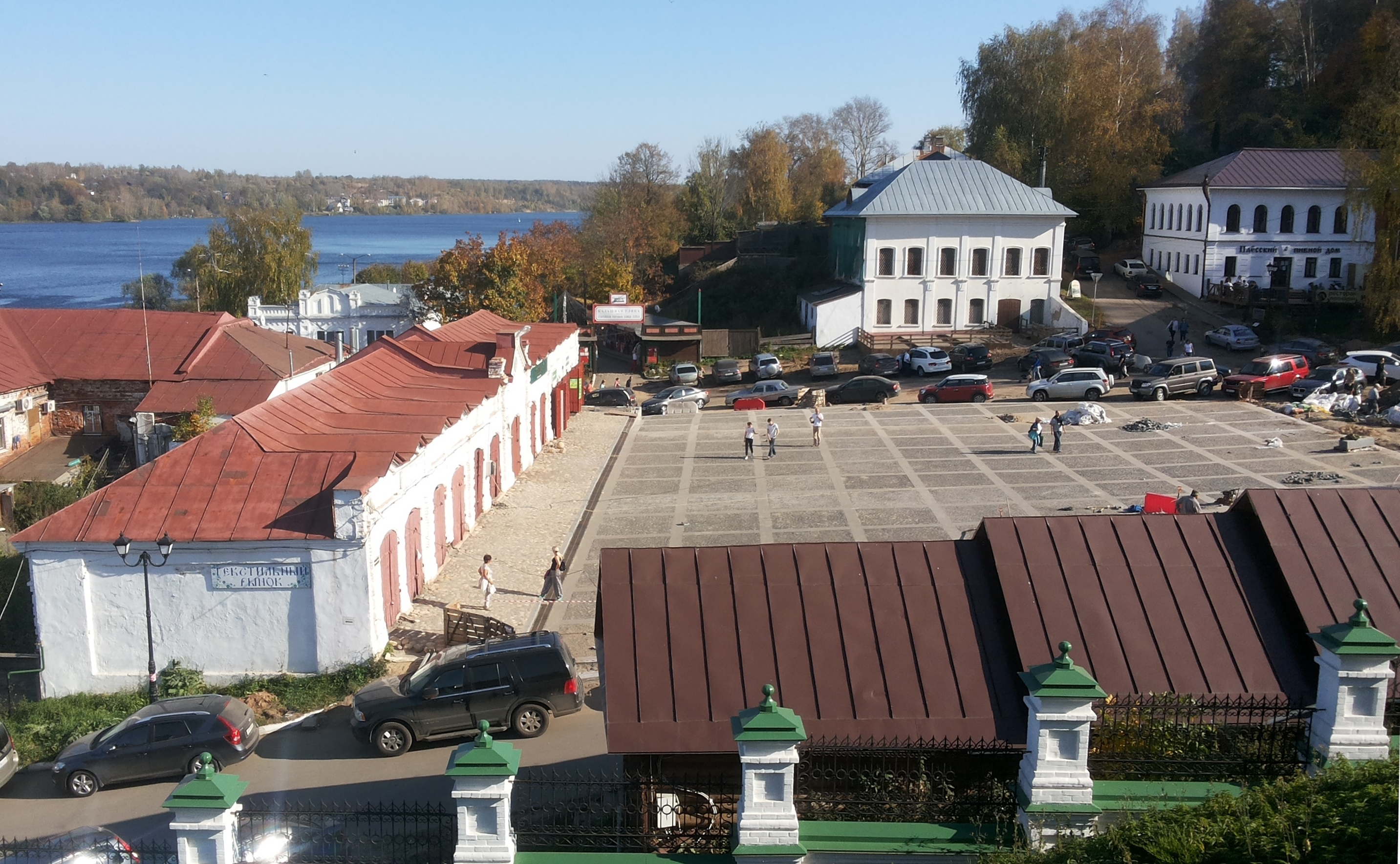
Sklepy
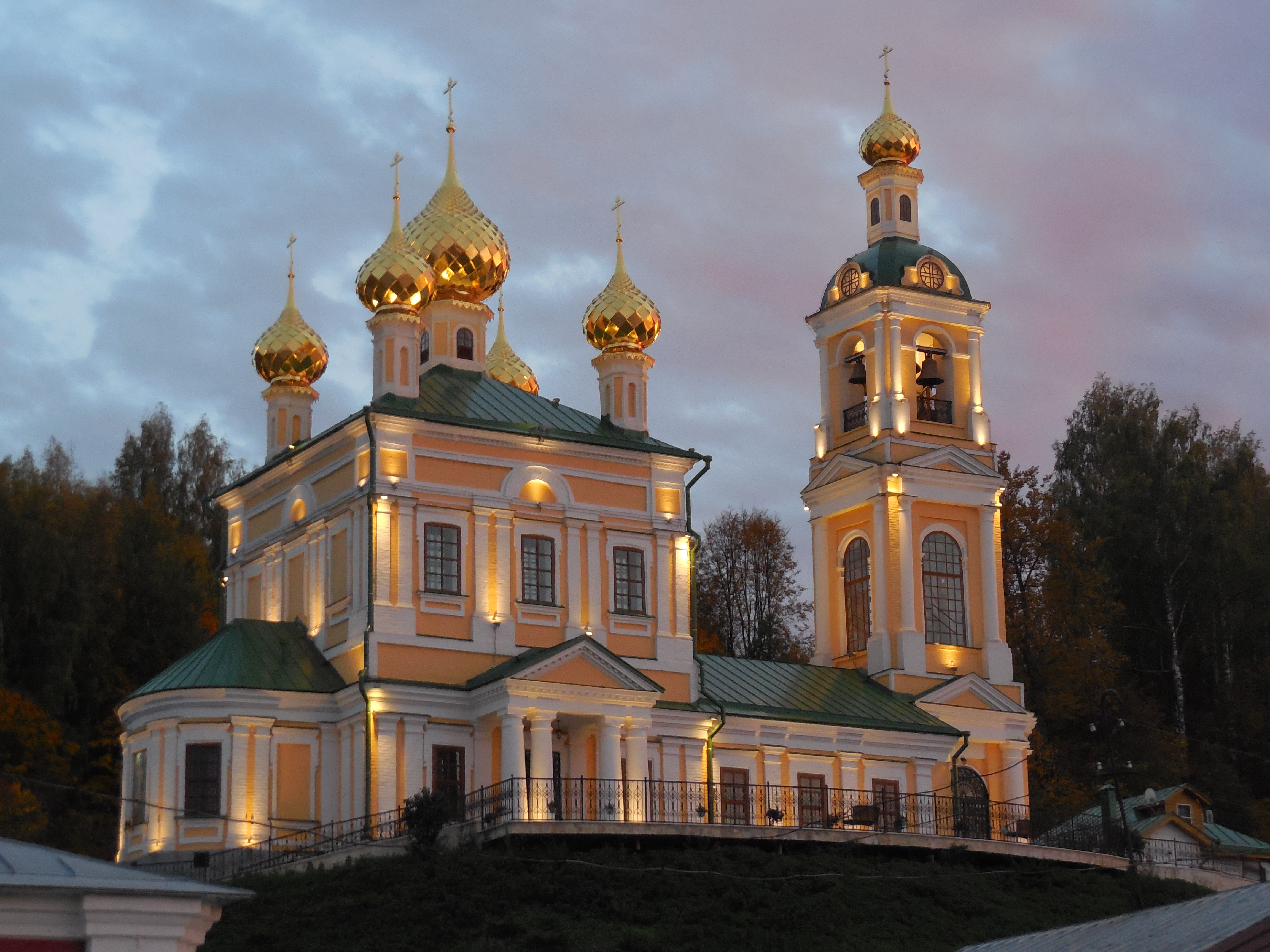
Kościół Zmartwychwstania
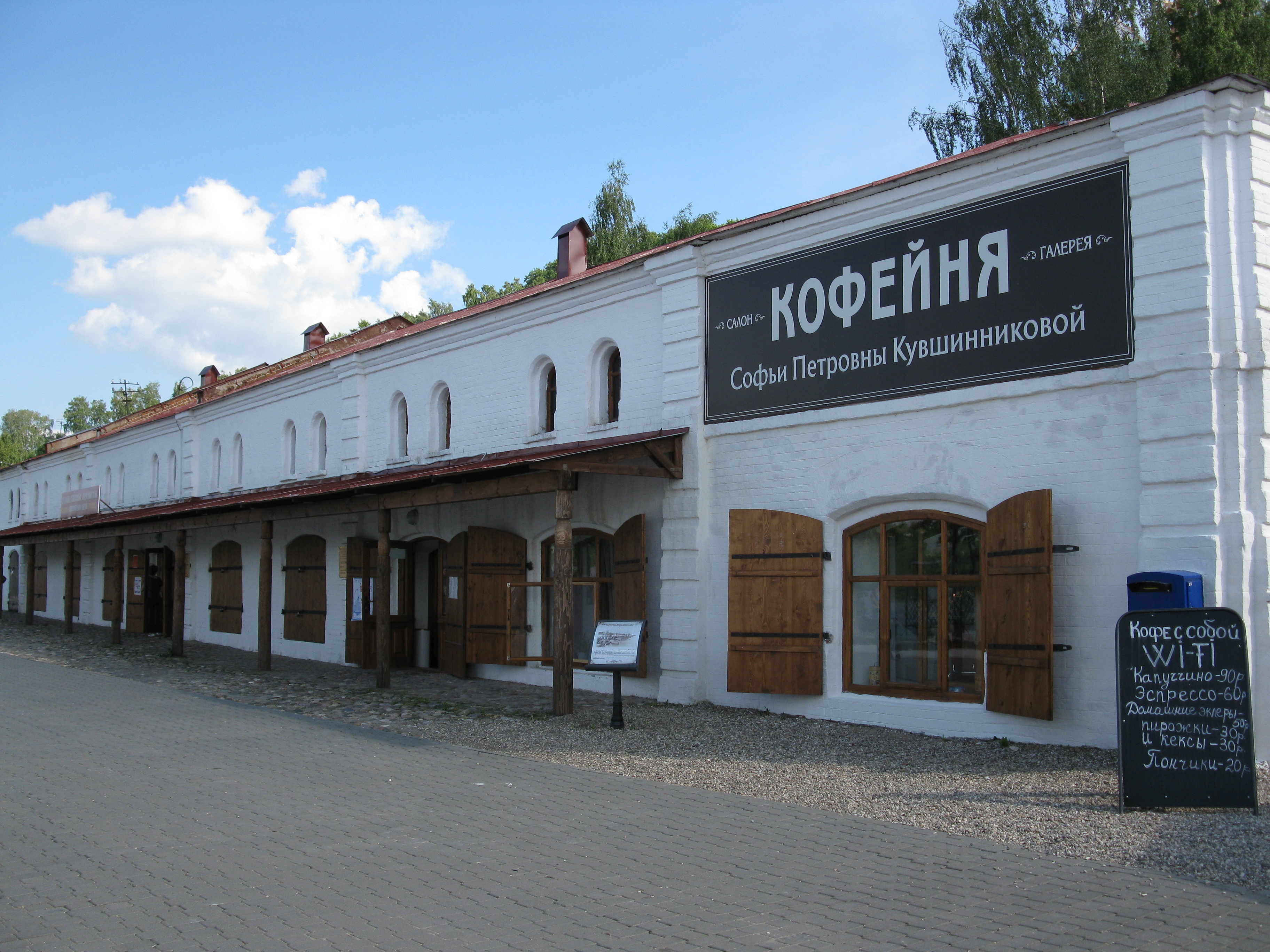
Sklepy na ulicy Sowieckiej
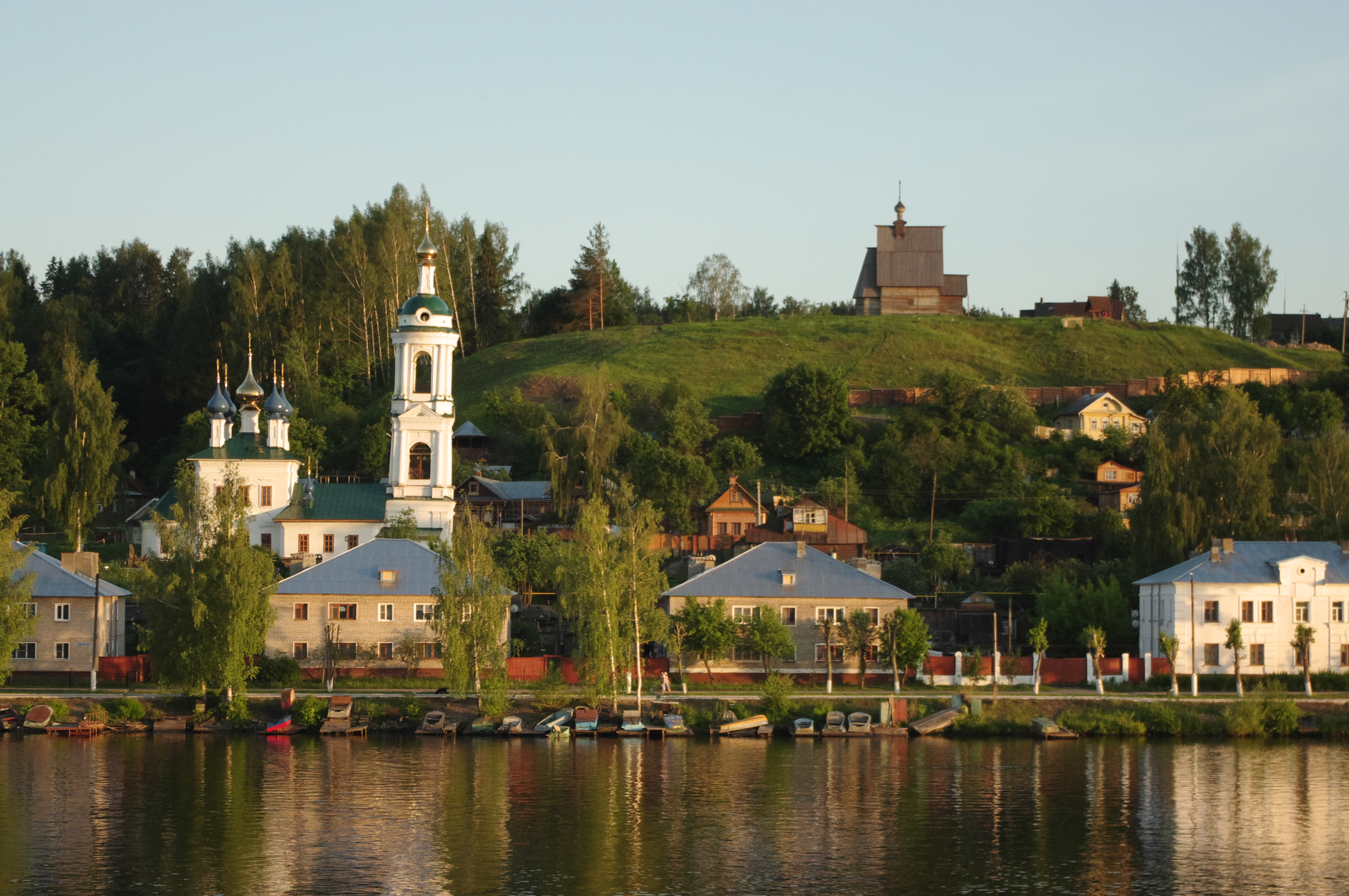
Widok na miasto
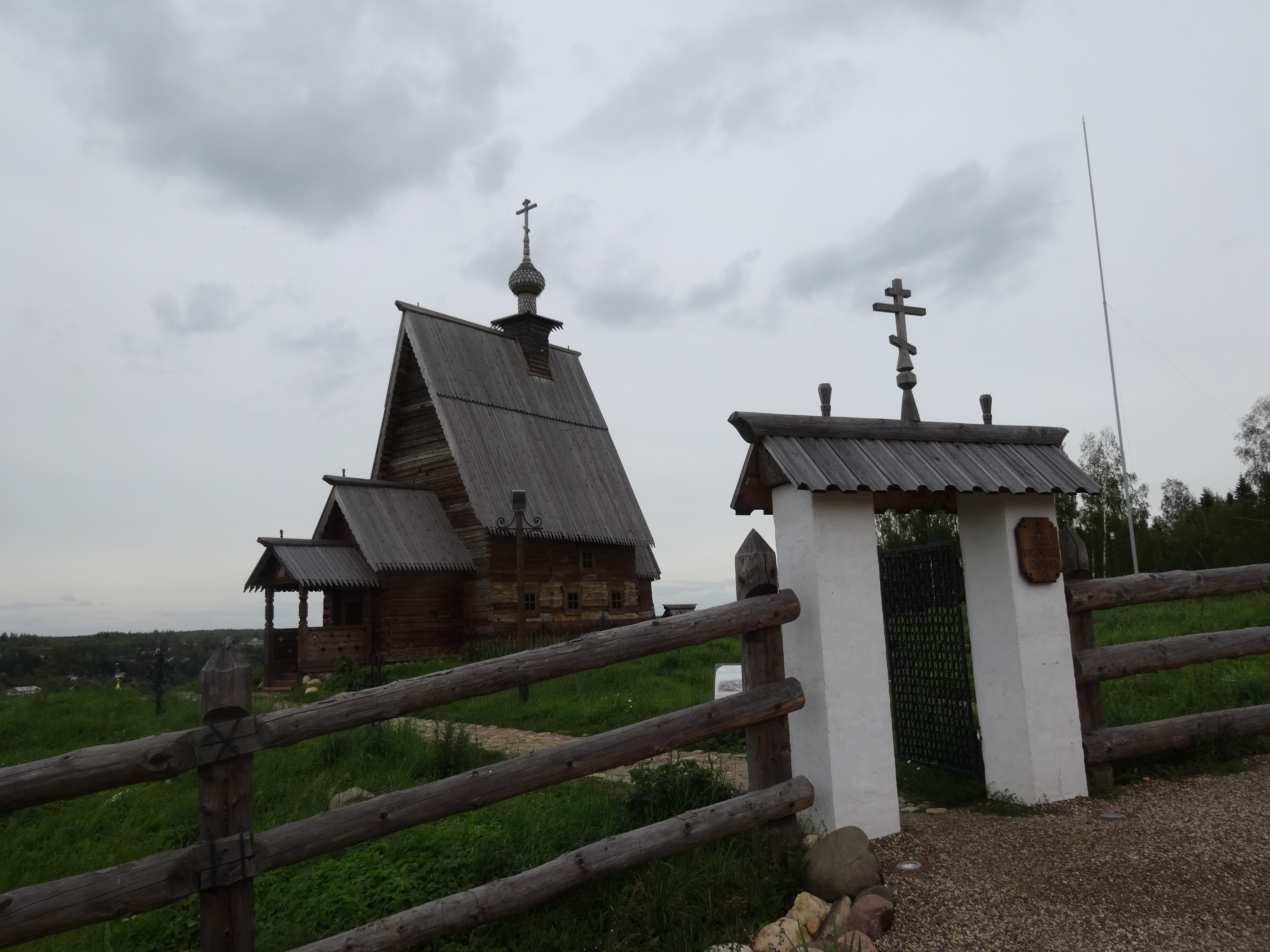
Kościół Zmartwychwstania Chrystusa
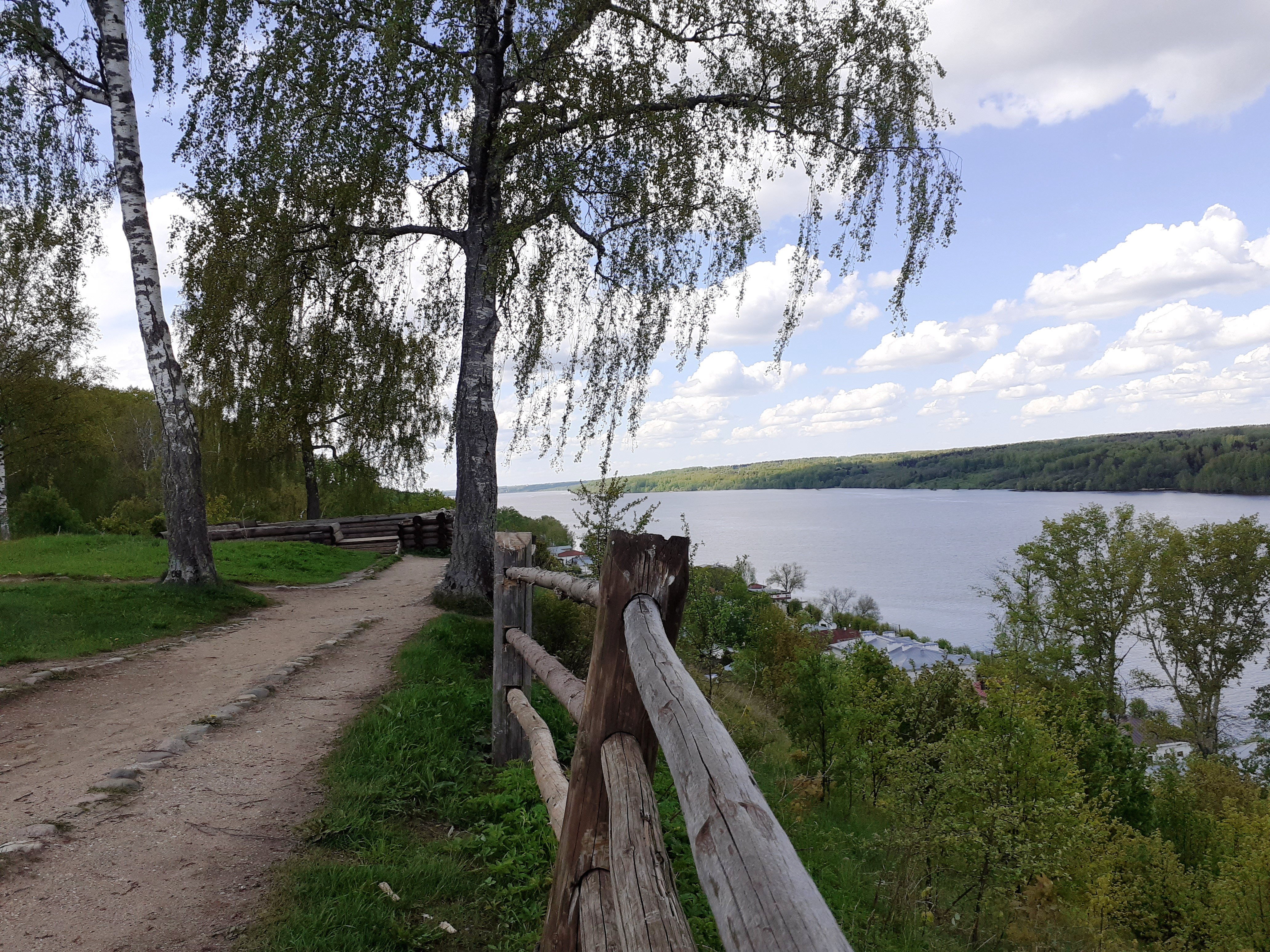
Widok na Wołgę
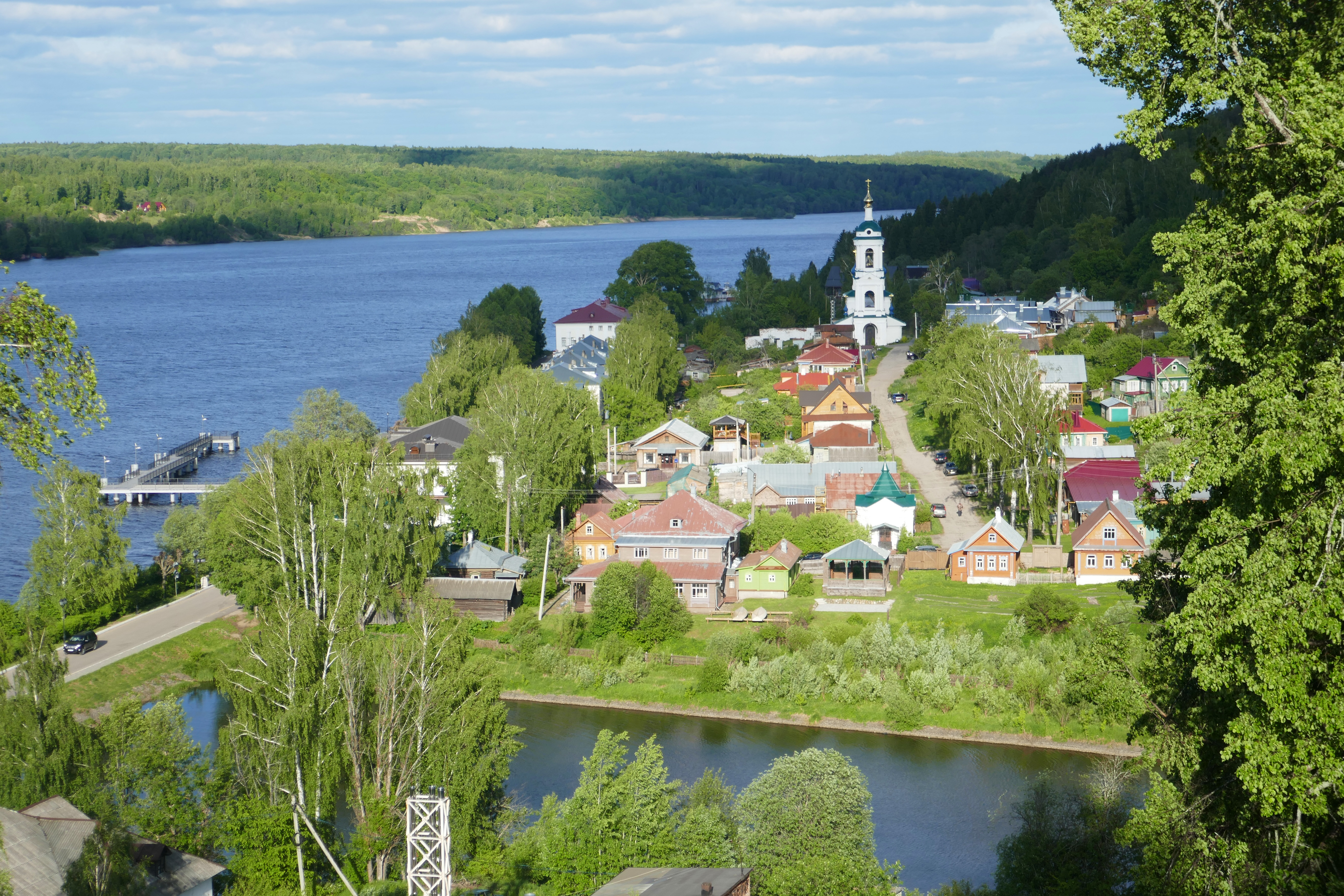
Widok na Wołgę i ujście Szochonka
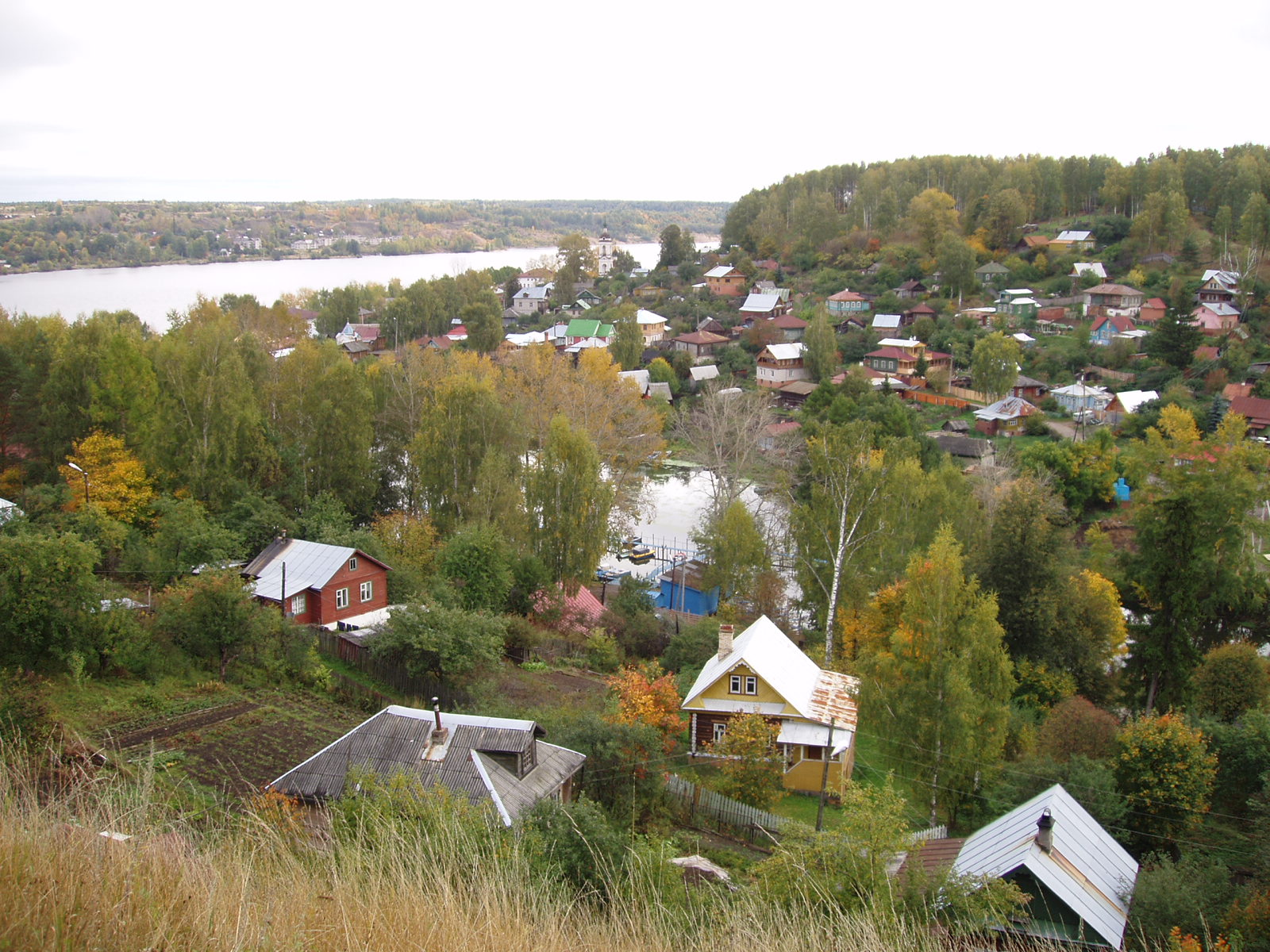
Widok na miasto
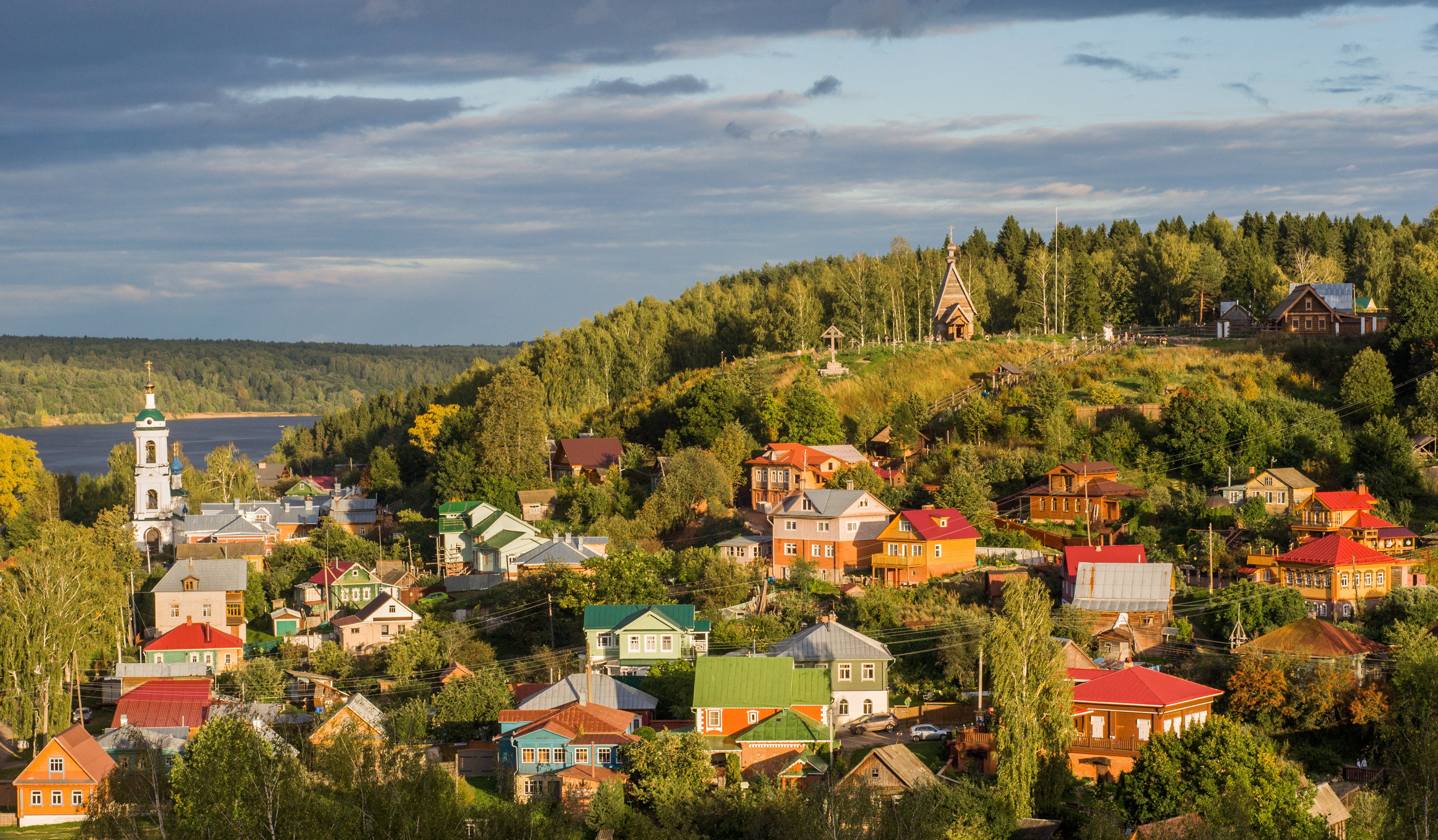
Plos. Kościół Warwary i Zmartwychwstania
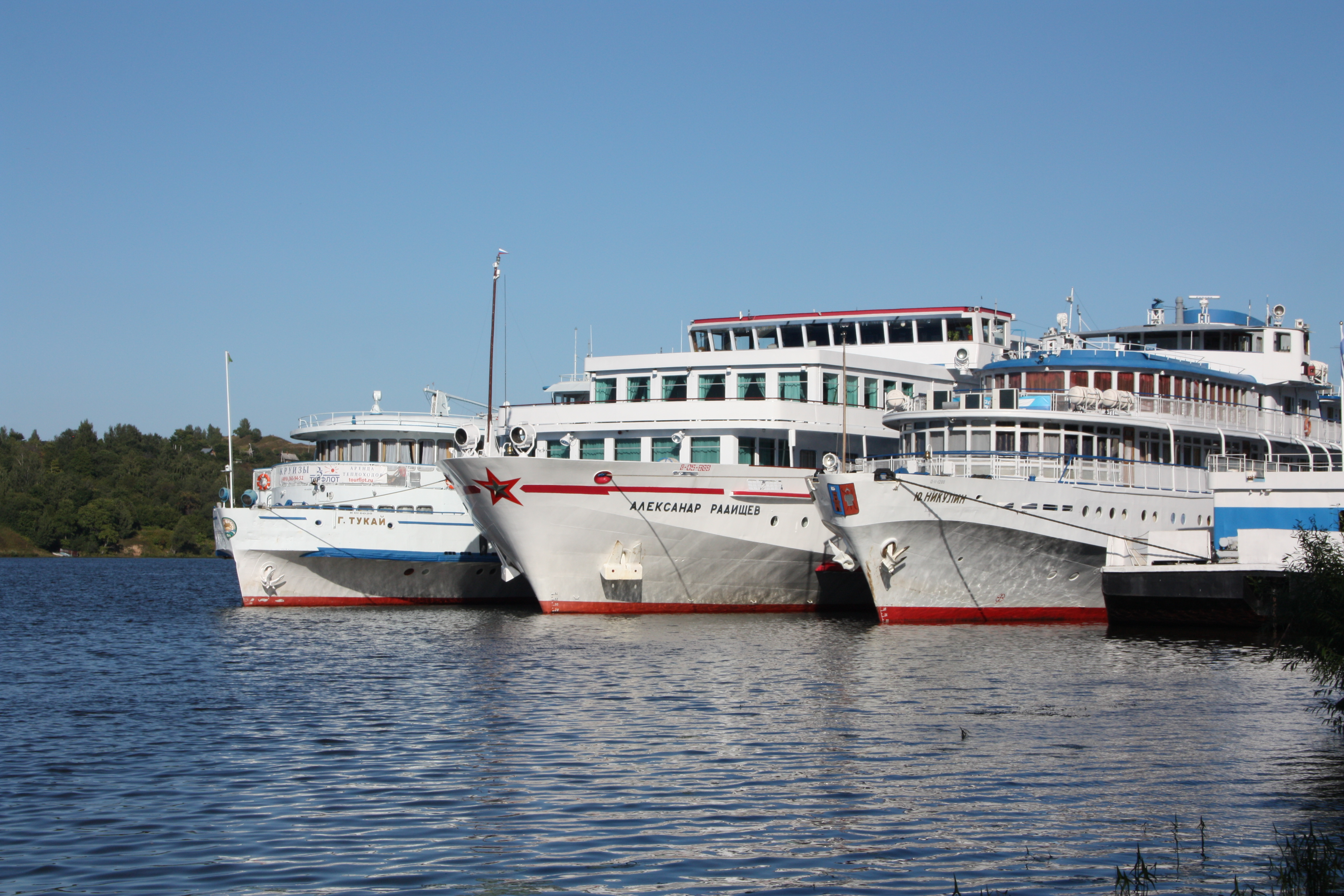
Statki motorowe w mieście Plos